# Unai Expósito
Unai Expósito Medina (ur. 23 stycznia 1980 w Barakaldo) – piłkarz hiszpański narodowości baskijskiej grający na pozycji prawego obrońcy. Wychowanek baskijskiego klubu Athletic Bilbao, do którego powrócił w 2005 roku. Jego stryjem był Iosu Expósito – jeden z liderów punkrockowego zespołu Eskorbuto.

## Kariera klubowa
- Kluby juniorskie: Athletic Bilbao (1991–1995), Danok Bat Bilbao (1995–1998).
- Kluby seniorskie: CD Baskonia (1998/99), Athletic Bilbao B (1999–2002), Athletic Bilbao (2000), CD Numancia (2002/03; wypożyczony z Athletic), CA Osasuna (2003–2005), Athletic Bilbao (od 2005).
- Debiut w Primera División: 14.05.2000 w meczu RCD Espanyol – Athletic 0:0.

Piłkarskie treningi Expósito rozpoczął w szkółce piłkarskiej Athletic Bilbao w latach 1991–1995. Następne 3 lata spędził w powiązanej z Athletic Bilbao szkółce piłkarskiej Danok Bat Bilbao. W 1998 roku rozpoczął grę na poziomie seniorskim w trzecim zespole Athletic Bilbao – w CD Baskonia. Sezon 1999/2000 spędza w zespole rezerw oraz debiutuje w pierwszym zespole - 14 maja w zremisowanym 0:0 meczu z RCD Espanyol. Jednak po rozegraniu dwóch meczów ponownie został odesłany do rezerw i dwa sezony spędził grając w Segunda División B. Latem 2002 na sezon wypożyczono go do drugoligowym CD Numancia i tam ogrywał się z dorosłym futbolem występując w pierwszym składzie.
W 2003 roku Expósito zmienił barwy klubowe i przeszedł do CA Osasuna. W jej barwach występował jednak sporadycznie. W sezonie 2003/2004 zagrał zaledwie w 3 ligowych meczach, a w 2004/2005 w zaledwie 20. Po dwóch latach odszedł z klubu z Nawarry i powrócił do Bilbao. W sezonie 2005/2006 był podstawowym obrońcą drużyny i zajął z nią 12. miejsce w La Liga, a w kolejnym - 2006/2007 – skutecznie wspomógł w walce o utrzymanie.
| Sezon   | Klub              | Kraj      | Rozgrywki                  | Mecze | Bramki |
| ------- | ----------------- | --------- | -------------------------- | ----- | ------ |
| 1998/99 | CD Baskonia       | Hiszpania | Tercera División           | 37    | 2      |
| 1999/00 | Athletic Bilbao B | Hiszpania | Segunda División B         | 34    | 1      |
| 1999/00 | Athletic Bilbao   | Hiszpania | Primera División           | 2     | 0      |
| 2000/01 | Athletic Bilbao B | Hiszpania | Segunda División B         | 34    | 1      |
| 2001/02 | Athletic Bilbao B | Hiszpania | Segunda División B         | 37    | 5      |
| 2002/03 | CD Numancia       | Hiszpania | Segunda División           | 38    | 2      |
| 2003/04 | CA Osasuna        | Hiszpania | Primera División           | 3     | 0      |
| 2004/05 | CA Osasuna        | Hiszpania | Primera División           | 20    | 0      |
| 2005/06 | Athletic Bilbao   | Hiszpania | Primera División           | 24    | 0      |
| 2006/07 | Athletic Bilbao   | Hiszpania | Primera División           | 31    | 0      |
| 2007/08 | Athletic Bilbao   | Hiszpania | Primera División           |       |        |
|         |                   |           | Łącznie w Primera División | 80    | 0      |

## Kariera reprezentacyjna
Reprezentacja Kraju Basków (Euskadi):
- Debiut: 28.12.2005 w meczu Euskadi - Kamerun 0:1.
- Bilans: 1 mecz.